# Communauté de communes Vallée des Baux-Alpilles
Communauté de communes Vallée des Baux-Alpilles je společenství obcí (communauté de communes) v departementu Bouches-du-Rhône v regionu Provence-Alpes-Côte d'Azur. Vzniklo 29. prosince 1995. Sídlem je obec Maussane-les-Alpilles.

## Členské obce
- Aureille
- Les Baux-de-Provence
- Eygalières
- Fontvielle
- Mas-Blanc-des-Alpilles
- Maussane-les-Alpilles
- Mouriès
- Paradou
- Saint-Étienne-du-Grès
- Saint-Rémy-de-Provence